# Томаш Лапінський
Томаш Лапінський (пол. Tomasz Łapiński; нар. 1 серпня 1969, Лапи, Польща) — польський футболіст, виступав на позиції захисника, гравець збірної Польщі.

## Клубна кар'єра
Дорослу футбольну кар'єру розпочав у сезоні 1986/87 років у клубі «Погонь» (Лапи). Полтім перейшов до «Відзева», де виступав протягом 12 років. Виступаючи у лодзинському клубі досяг найбільших успіхів у футбольній кар'єрі, виступав у Кубку УЄФА та Лізі чемпіонів. Допоміг клубу двічі виграти чемпіонат Польщі (1996 та 1997) та Суперкубок Польщі. Навесні 2000 року перейшов до варшавської «Легії», однак відновити фізичні кондиції після важкої травми до періоду виступів у «Відзеві» не зумів. Наступний рік відіграв у нижчоліговій «Пйотркувії» (Пйотркув-Трибунальський). Після чого оголосив про завершення кар'єри. Напередодні початку сезону 2004/05 спробував повернутися до професіонального футболу, виступав у «Відзеві» (Лодзь) та «Мазовче» (Груєць). Футбольну кар'єру завершив у 2005 році.

## Кар'єра в збірній
Був гравцем молодіжної збірної, яка грала на Олімпійських іграх 1992 року в Барселоні. На турнірі провів 6 поєдинків. Поляки дійшли до фіналу, де поступилися збірній Іспанії. У футболці головної збірної країни дебютував 26 серпня 1992 року у поєдинку проти Фінляндії. Регулярно виступав у [команді, де разом з Яцеком Зелінським створив надійну зв'язку захисників. Востаннє у складі національної команди виходив на поле 9 червня 1999 року в матчі проти Люксембургу. З 1992 по 1999 рік зіграв у «біло-червоній» футболці 36 матчів, у 10 з яких виводив команду з капітанською пов'язкою.

## По завершенні кар'єрою
Захопився фотографікою, зокрема вуличною. Навчався у Варшавській школі фотографії. У 2003 та 2004 роках протягом коротких проміжків часу виконував обов'язки головного тренера «Відзева» (Лодзь). На даний час відповідає за комунікацію з вболівальниками у «Відзеві» (Лодзь).

## Досягнення
- Срібний олімпійський призер: 1992

«Відзев» (Лодзь)
- Перша ліга Польщі
  -  Чемпіон (2): 1995/96, 1996/97

- Суперкубок Польщі
  -  Володар (1): 1996

- Друга ліга Польщі
  -  Чемпіон (1): 1990/91